# Nephrotoma angustistria
Nephrotoma angustistria är en tvåvingeart som beskrevs av Alexander 1925. Nephrotoma angustistria ingår i släktet Nephrotoma och familjen storharkrankar. Inga underarter finns listade i Catalogue of Life.